# Alter Hatzfelder Wasserturm

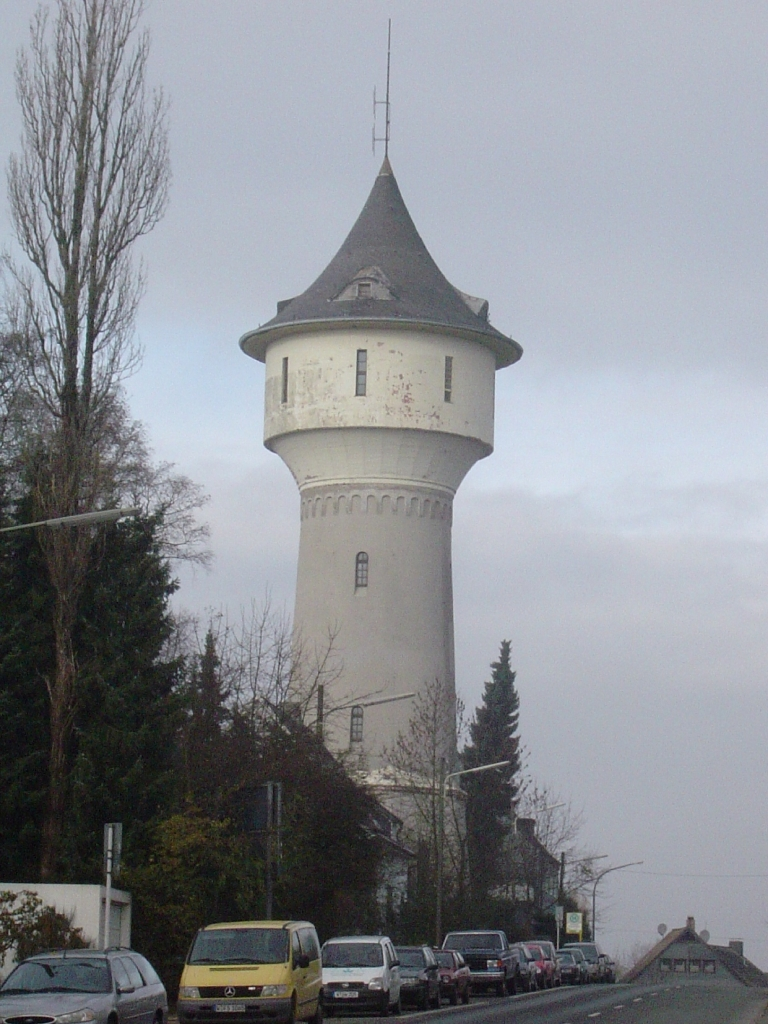
Alter Hatzfelder Wasserturm

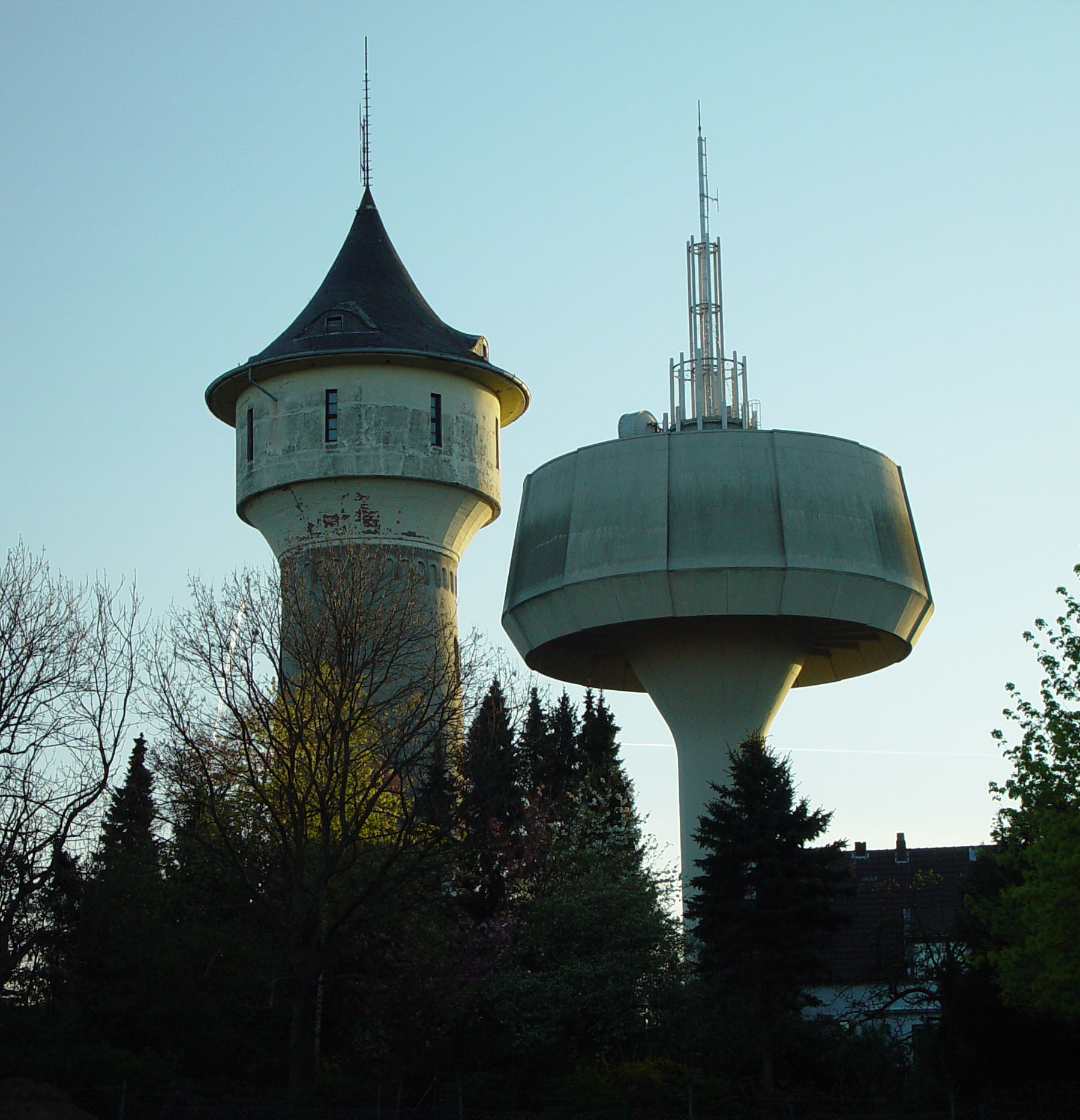
Alter und neuer Hatzfelder Wasserturm

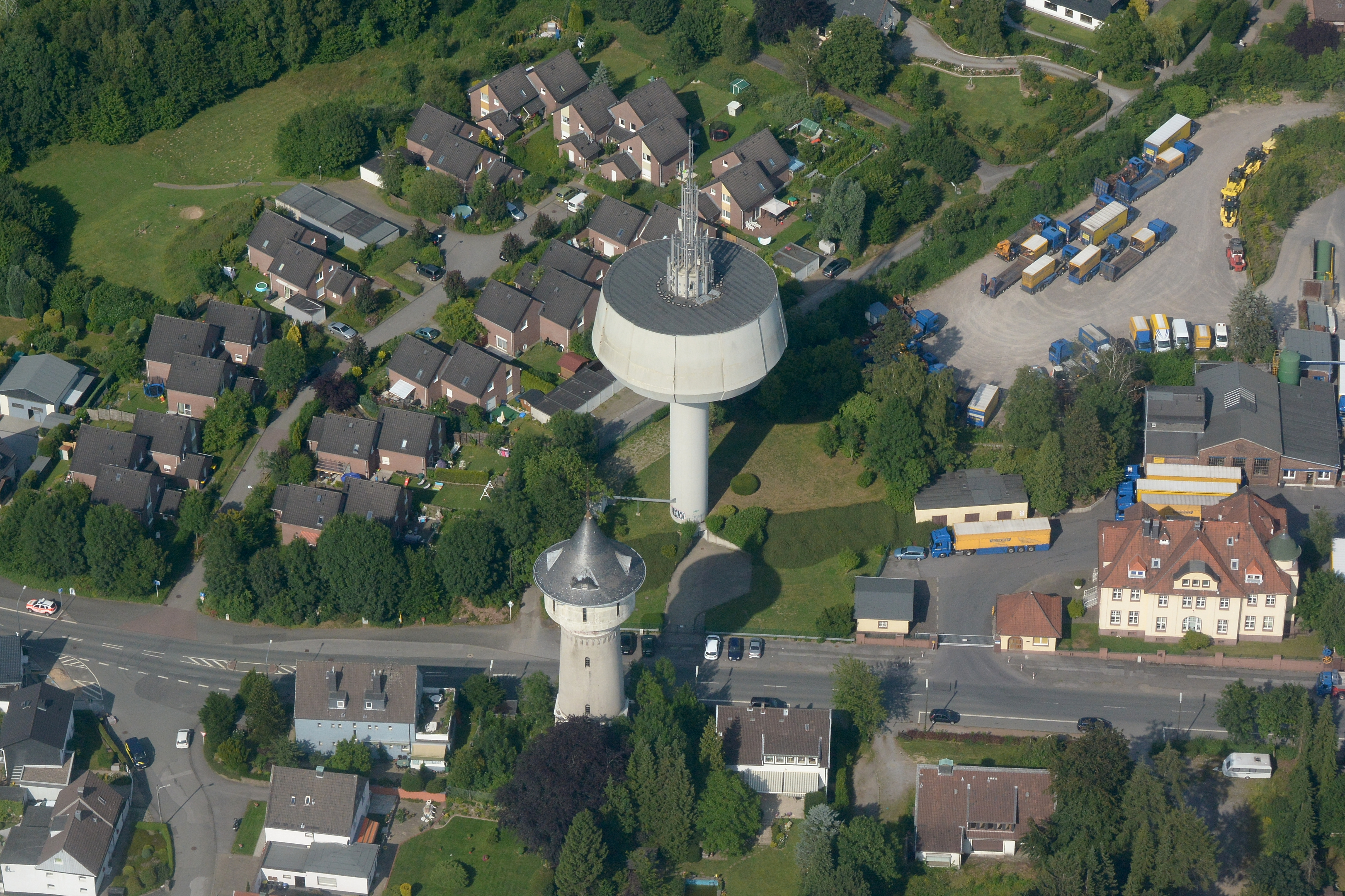
Luftbild

Der Alte Hatzfelder Wasserturm ist ein nicht mehr genutzter Wasserturm im Wuppertaler Stadtteil Barmen, Ortsteil Hatzfeld. Der 1904 unter der Leitung des Barmer Stadtbaumeisters Julius Dicke auf einer Höhe von 298 m ü. NN errichtete Wasserbehälter stellte ein wichtiges Glied in der Trinkwasserversorgung der damals selbstständigen Stadt Barmen dar. Vom Gemeinschaftswasserwerk Volmarstein in Wetter an der Ruhr, auch Barmer Wasserwerk genannt, wurde das Wasser über den Wasserturm Loh in Volmarstein bis nach Barmen in den Hatzfelder Wasserturm gepumpt. Die Bahnstrecke Loh–Hatzfeld hatte ihren Endpunkt unter dem Turm.

## Geschichte
Der nach dem Intze-Prinzip in Ziegelbauweise 1904 erbaute Behälter war ursprünglich 46 Meter hoch und wurde 1953 umfangreich restauriert. Dabei wurden die Lüfterlaterne und wesentliche Teile der ehemaligen Schmuckglieder abmontiert. Auch wurden der Schaft verputzt und das Dach vereinfacht.
In den 1980er Jahren dachte man über einen Ersatz des Turmes nach und es wurde nur wenige Meter neben dem alten 1983/84 der neue Hatzfelder Wasserturm errichtet. Die Investition für den neuen Wasserturm betrug damals 2,4 Millionen DM. Er hat ein größeres gesamtes Fassungsvermögen von 2450 m³ mit zwei Kammern und wurde 1986 in Betrieb genommen. Ursprünglich sollte der Alte Hatzfelder Wasserturm das Schicksal seines Zwillingsbruders, des alten Wasserturms Lichtscheid (1977 gesprengt), teilen.
Am 14. Januar 1988 wurde der Turm, der 1984 stillgelegt und verkauft wurde, als Baudenkmal in die Denkmalliste der Stadt Wuppertal eingetragen.
Seit Jahren verschlechtert sich der Zustand des Turmes zusehends. Der Besitzer, der im Ausland lebt, ist gewillt, ihn zu verkaufen. Der Hatzfelder Bürgerverein wünscht sich eine neue Nutzungsmöglichkeit des Turmes, er schlägt die Nutzung als Sternwarte, für gastronomische Zwecke oder als originelle Wohnung vor. Wohnen über den Wolken war auch Nutzungsvorschlag des Verkaufsprospekts vom Mai 2002. Zwei Jahrzehnte später verfällt das Bauwerk weiter.